# Zlatý Ámos
Zlatý Ámos je anketa o nejoblíbenějšího učitele České republiky, kterou založil Ladislav Hrzal. Hlavní cenou je čestný titul Zlatý Ámos, o jehož laureátovi rozhoduje porota. Další kategorií je Dětský Ámos, o němž rozhoduje porota složená z dětí ze škol, jež se dostaly do finále. Rovněž se uděluje titul Ámos Sympaťák, pro nějž jsou rozhodující hlasy zaslané prostřednictvím SMS. Svého nositele získá také Média Ámos, o které rozhodují novináři přítomní na finálovém vyhlášení ankety. Od roku 2010 je zavedena další kategorie, a sice EKO Ámos. Jejího vítěze vybírají zástupci firmy EKO KOM a.s., jež je partnerem ankety Zlatý Ámos. Celou anketu pořádá občanské sdružení Klub Domino, Dětská tisková agentura.

## Pravidla
Žáci přihlašují své oblíbené učitele od října do prosince. Přihláška musí obsahovat stručnou charakteristiku kandidáta, popis jedné společně prožité příhody a podpisy sta osob, kteří s přihláškou souhlasí. V lednu a únoru probíhají regionální kola, v nichž žáci před porotou obhajují navrženého učitele nebo učitelku. Pak následuje semifinále, jež se koná na ministerstvu školství a účastní se ho postupující pedagogové z regionálních kol prezentující před porotou svou cestu k titulu „školní Ámos“. Veřejné finále ankety se koná koncem března či začátkem dubna, tedy k výročí narození Jana Amose Komenského a ke Dni učitelů (28. března). Finále se účastní nominovaní pedagogové spolu se svými žáky. Absolvují tak celkem čtyři soutěžní úkoly, z nichž dva jsou tajné a dva veřejné, a sice samostatné vystoupení nominovaného pedagoga a dále jeho společné vystoupení se žáky. Slavnostní korunovace se koná následující den na Kantorském bále.

## Seznam vítězů
U každého kantora je uvedena škola, na níž učil v době vítězství v anketě. Další změny profesionální kariéry pedagogů tak nejsou zahrnuty.
1. ročník (1993/1994) – Petr Martínek, obchodní akademie, Vlašim[4][5]
2. ročník (1994/1995) – Pavel Bednář, Masarykovo gymnázium, Říčany[6]
3. ročník (1995/1996) – Milan Pospíchal, SPŠ strojnická, technická a vyšší odborná, Chrudim[7]
4. ročník (1996/1997) – Robert Kupka, základní škola, Kolešovice[8][9]
5. ročník (1997/1998) – Zdena Havlasová, ředitelka dětského domova a základní školy, Nymburk[4]
6. ročník (1998/1999) – Jarmila Ichová, základní škola, České Budějovice[10]
7. ročník (1999/2000) – Libor Sládek, Gymnázium Jaroslava Heyrovského, Praha[11]
8. ročník (2000/2001) – Václav Kuřík, Základní škola Úprkova, Hradec Králové[12]
9. ročník (2001/2002) – Ivan Bartoš, Gymnázium Česká, České Budějovice[13]
10. ročník (2002/2003) – Jan Novotný, základní škola, Lhenice[14]
11. ročník (2003/2004) – Jiří Luka, Základní škola Mendíků, Praha[15]
12. ročník (2004/2005) – Luboš Blahout, Gymnázium a sportovní gymnázium Dr. Randy, Jablonec nad Nisou[16]
13. ročník (2005/2006) – Ivana Krumplová, Základní škola Krásovy domky, Pelhřimov[17]
14. ročník (2006/2007) – Ivan Sedlák, Masarykova střední škola chemická, Praha[18]
15. ročník (2007/2008) – Emílie Kostrbová, gymnázium, Bučovice[19]
16. ročník (2008/2009) – Lucie Andělová, Základní škola Komenského, Karviná[20]
17. ročník (2009/2010) – Martina Čiklová, mateřská a základní škola Ostrčilova, Moravská Ostrava[21]
18. ročník (2010/2011) – Petra Šišková, základní škola, Sokolov[22]
19. ročník (2011/2012) – Michal Mikláš, gymnázium a jazyková škola, Zlín[23]
20. ročník (2012/2013) – Růžena Hlůšková, základní škola, Kunovice[24]
21. ročník (2013/2014) – Ivanka Hájková, Gymnázium Jiřího Wolkera, Prostějov[25]
22. ročník (2014/2015) – Hana Pacíková, Vyšší policejní škola a Střední policejní škola Ministerstva vnitra, Holešov[26]
23. ročník (2015/2016) – Jan Flídr, Základní škola 5. května, Dvůr Králové nad Labem[27]
24. ročník (2016/2017) – Lukáš Lis, Základní škola Soběslav[28]
25. ročník (2017/2018) – David Turek, Základní škola T. G. Masaryka a gymnázium v České Kamenici[29]
26. ročník (2018/2019) – Pavlína Kopáčiková, základní škola Vacov[30]
27. ročník (2019/2020) – Tomáš Míka, Gymnázium Pierra de Coubertina Tábor[31]
28. ročník (2020/2021) – Tomáš Pírek, Základní školy U Krčského lesa v Praze 4[32]
29. ročník (2021/2022) – Marek Valášek, Anglicko-české gymnázium AMAZON [33]
30. ročník (2022/2023) – Daniela Krátká, Česká lesnická akademie Trutnov[34]
31. ročník (2023/2024) – Dominik Simon, Základní škola Antonína Baráka v Lovosicích[35]